# Pasterkova ulica

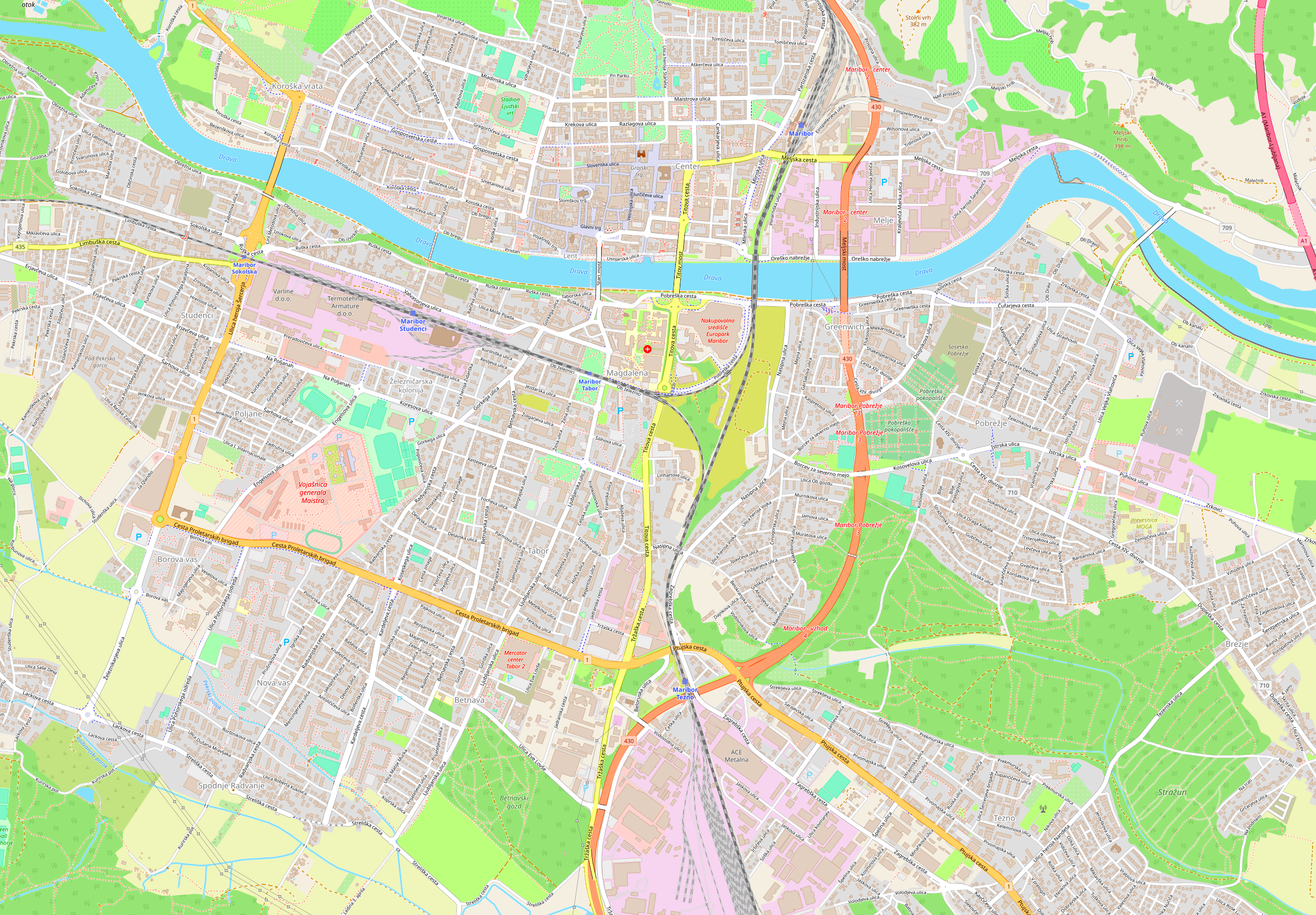

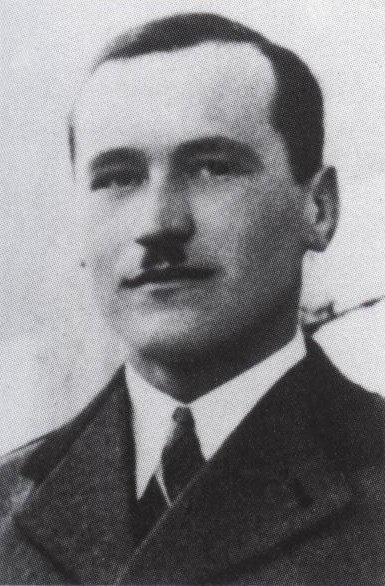
Franc Pasterk

Pasterkova ulica (Pasterk-Gasse) ist der Name einer Straße im Bezirk Koroska vrata der Stadtgemeinde Maribor, Slowenien. Sie ist benannt nach dem slowenischen Freiheitskämpfer und Volkshelden Franc Pasterk (1912 bis 1943).

## Lage
Die Straße liegt in der nordwestlichsten Bebauung von Koroška vrata am Rand der Grünflächen, welche sich bis zum Stadtbezirk Kamnica erstrecken. Sie zweigt von der Hermankova ulica ab und verläuft parallel zu Turnerjeva ulica und Njegoševa ulica nach Nordosten bis zur Kreuzung mit Žnidaričeva ulica und Rosinova ulica.

## Abzweigende Straßen
Die Straße berührt folgende Straßen (von Osten nach Westen): Podjunska ulica, Medvedova ulica, Ulica Lizike Jančar und Marionova ulica.